# Reuth (Hochstadt am Main)
Reuth ([ʁɔɪ̯t] ) ist ein Gemeindeteil von Hochstadt am Main im oberfränkischen Landkreis Lichtenfels.

## Geografie
Das Straßendorf liegt etwa acht Kilometer südöstlich von Lichtenfels im Hügelland südlich vom Main. Durch Reuth führen eine Gemeindeverbindungsstraße nach Wolfsloch und die Kreisstraße LIF 4 von Hochstadt nach Roth.

## Geschichte
Der Ortsname deutet auf eine kleine Rodung hin. Die erste urkundliche Erwähnung war 1313, als Eberhard Rauschner und seine Frau zugunsten des Klosters Langheim auf ihre Einkünfte von Gütern in „Rautelin“ bei Hochstadt verzichteten. Im selben Jahr erwarb das Kloster von der Obristfelder Kirche und Pfarrei Güter in „Reutlein“.
Im Jahr 1520 war Reuth nach Isling eingepfarrt. Neben dem Kloster Langheim besaß auch Bamberger Hochstift Lehen und die Dorfherrschaft.
1818 gehörte Reuth zum Obermainkreis. 1833 war der Ort ein Weiler mit zehn Häusern und 56 Einwohnern. 1862 folgte die Eingliederung Reuths in das neu geschaffene bayerische Bezirksamt Lichtenfels. 1871 zählte der Ort 88 Einwohner, die alle katholisch waren, und 30 Gebäude. Der Weiler gehörte zur sieben Kilometer entfernten katholischen Pfarrei in Isling. Die katholische Schule befand sich im 2,5 Kilometer entfernten Trieb. Reuth gehörte zur Landgemeinde Obersdorf, die im Jahr 1900 zwei weitere Gemeindeteile, die Weiler Anger und Thelitz mit einer Gesamtfläche von 678,88 Hektar, 355 Einwohner, von denen 352 katholisch und 3 protestantisch waren, sowie 59 Wohngebäuden umfasste. 77 Personen lebten in Reuth in 12 Wohngebäuden. Inzwischen befand sich die katholische Schule im 0,5 Kilometer entfernten Obersdorf. 1925 lebten in dem Ort 57 Personen in 12 Wohngebäuden. Am 30. Dezember 1925 wurde Reuth von der Pfarrei Isling ausgepfarrt und der Pfarrei Hochstadt angeschlossen. 1950 hatte das Dorf 76 Einwohner und 11 Wohngebäude. Es gehörte zum Sprengel der evangelischen Pfarrei Michelau. Im Jahr 1970 zählte Reuth 58 Einwohner und 1987 64 Einwohner sowie 16 Wohngebäude mit 18 Wohnungen.
Am 1. Mai 1978 wurden die Gemeinde Obersdorf mit dem Gemeindeteil Reuth im Zuge der Gemeindegebietsreform nach Hochstadt eingegliedert.

## Sehenswürdigkeiten

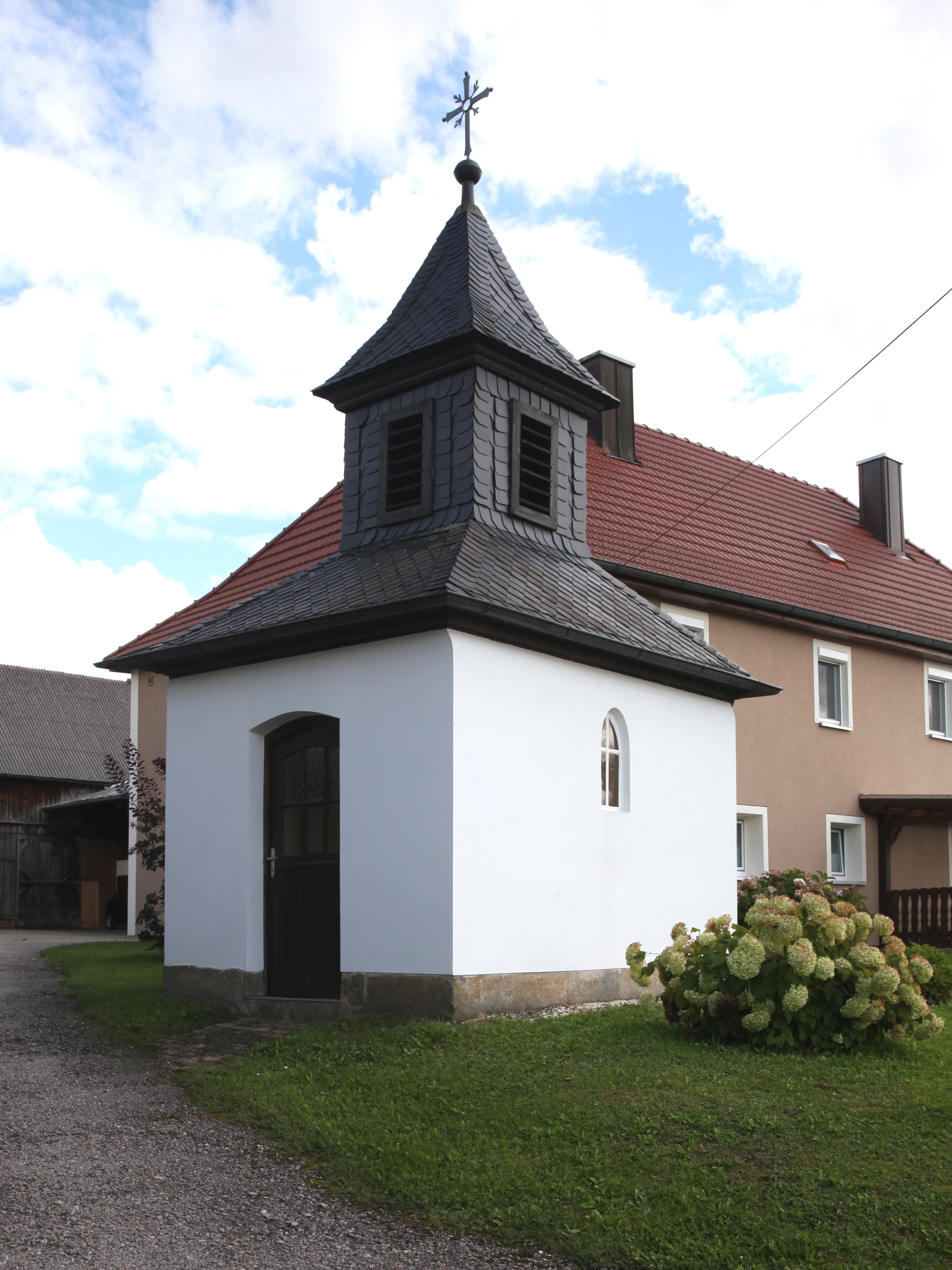
Katholische Kapelle

Die katholische Kapelle, ein rechteckiger Putzbau mit Zeltdach und Dachreiter, stammt aus der ersten Hälfte des 19. Jahrhunderts. In der Bayerischen Denkmalliste sind für Reuth zwei weitere Baudenkmäler aufgeführt, siehe Denkmalliste der Gemeinde.